# マーティー・ライト
マーティー・ライト（Marty Wright、1964年10月31日 - ）は、アメリカ合衆国のプロレスラー。アリゾナ州フェニックス出身のアフリカ系アメリカ人。
怪奇派ギミックのブギーマン（The Boogeyman）としての活動で知られている。

## 来歴
ボディビルダーとして後、39歳にしてプロレスラーに転向。タフイナフ出身であるが、準決勝で30歳と年齢を詐称していたことが発覚して失格。しかし、抜群の身体能力やフェイスペイントを施した独特の存在感などがWWE側に注目され、OVW所属のレスラーとなった。このOVW所属中、アメリカに古くから伝わる伝説上の怪物であるブギーマンのギミックを用い出す。
2005年7月11日にWWEへの昇格を果たし、RAWに登場したが、直後膝の負傷により離脱している。同年10月14日にWWE再デビューを果たし、スマックダウンに登場。以後、怪奇派レスラーとして活動し、対戦相手にミミズを食べさせるなどの奇行で注目を集める（2005年のアルマゲドンではヴィトーへミミズを食べさせているが、当時ロッカールームでの態度が悪かったヴィトーへのお仕置きの意味があったとされる）。その後も会場や試合中のリングに突然現れては、口に含んだミミズを男女問わず相手の顔に吐き出すなどしていた。
以降、怪奇派でありながらベビーフェイスという独特なポジションのもと、2006年はJBLやブッカーTなどのビッグネームと抗争を展開。ロイヤルランブル2006ではJBLを瞬殺。レッスルマニア22でもブッカーTを瞬殺したが、この試合が原因で怪我を負い、長期欠場を余儀なくされる。その後、9月20日にWWEより契約解除が告知されたが、10月6日に再契約が発表され、10月27日よりスマックダウン復帰を果たした。
2007年6月11日、RAWで行われたドラフトにより、スマックダウンからECWに移籍。翌6月12日、マット・ストライカーを相手に勝利する。その後、彼の「教え子」であるビッグ・ダディ・Vと抗争したが、その圧倒的な重量感の前に敗れた。以降、またも負傷のために1年以上もの長期欠場に追い込まれる。2008年10月13日のRAWにて復帰したものの、以前ほどの活躍は果たせず、2009年3月3日付けでWWEを解雇された。
WWE解雇後、ブッカーTが主宰する団体PWA（Pro Wrestling Alliance）所属となり、PWAを中心にMWF（Millennium Wrestling Federation）、NWS（National Wrestling Superstars）などのインディー団体に、スライサー（Slither）、ナイトクロウラー（The Nightcrawler）というリングネームを使い分けて参戦した。
2012年12月17日、WWE・RAWのスラミーアワードにてブッカーTがプレゼンターを行った際に登場するが、姿を現しただけの出番で終わった。
2015年1月25日、WWEのPPV、ロイヤルランブル2015のロイヤルランブルマッチに7番目にサプライズ出場するがわずか1分足らずでブレイ・ワイアットにより脱落させられた。
2015年11月7日、ツイッターでWWEとレジェンド契約を結んだ事を発表した。

## ブギーマンギミックの特徴
- 顔中に施された派手なペイントを始めとする怪奇的なルックスとアクションが特徴的で、登場する度に強烈な存在感を残した。ECWに移籍後は、地顔を生かしたシンプルな赤のペインティングに変りアイコンタクトもオールブラック（目の白い部分がない）にしたため、不気味さに一層の拍車がかかった。
- 先端から煙が吹き出す杖を持って現れ、置時計を頭で叩き割ってからリングに入るのが入場時のお決まり。ミミズが大好物で、リング上でポケットからミミズを取り出してはムシャムシャと食べていた（実際には食べてはおらず、口に咥えているだけである）。
- 登場の仕方も非常に個性的で、JBLがリングサイドまで乗ってきたリムジンのサンルーフから現れたり、実況席の後ろから現れたり、また控え室のソファーの後ろに潜んでいたりと、人を驚かすことを好んでいる。
- 数々の迷惑的行動（ほとんどがヒール相手）を起こし、JBLのマネージャーだったジリアンの顔のデキモノ（実際は特殊メイクによるもの）を噛みちぎって食べてしまったり、袋の中に入っていた大量のミミズを実況席にばら撒いてしまったこともある。2007年のハロウィンでは、子供たちにお菓子の代わりにミミズを配った。
- 一時期はグロテスクなハート（心臓）型のチョーカーを首から下げていた。

## 得意技
チョークボム
両腕で相手の首を掴み、パワーボムのように落とす技。フィニッシャー（決め技）として使用した。
グッドナイト
デビュー当時によく使用していたパンプハンドル・スラム。相手をアブドミナル・ストレッチの体勢で捕え、相手の両足の間から自分の右手を通して相手の左手を掴み、そのまま持ち上げて右肩の上に載せ、背中から落とす。落とす際に自分の体重が掛かるのでダメージが大きくなる。 RAWのGMを務めていたエリック・ビショフがこの技の最初の犠牲者となったが、ジーン・スニツキーと技がかぶったこともあり、使用されることはなくなった。
ブギースラム
リバース・アバランシュ・プレス。マーク・ヘンリーの必殺技ワールド・ストロンゲスト・スラムの逆型で通常のアバランシュ・プレスとは異なり腹から落とす。デビュー戦においてサイモン・ディーンをこの技で仕留めたが、それ以降は使用していない。

## 獲得タイトル
AWF
- AWFタッグ王座 : 1回

w / ボビー・ラシュリー

## 参照
1. ↑  Twitter:Boogeyman